# ورزشگاه یانکی

ورزشگاه یَنکی (در انگلیسی: Yankee Stadium) نام یک ورزشگاه مشهور بیسبال در شهر نیویورک و خانه تیم بیسبال نیویورک ینکیز در لیگ برتر بیسبال است.
این ورزشگاه در سال ۲۰۰۹ جایگزین ورزشگاهی قدیمی تر اما در همان محوطه و با همین نام گردید.